# اچ‌نوام‌اس وایکینگ (۱۸۹۱)
اچ‌نوام‌اس وایکینگ (۱۸۹۱) (به انگلیسی: HNoMS Viking (1891)) یک کشتی بود که طول آن ۶۳٫۵ متر (۲۰۸ فوت ۴ اینچ) بود. این کشتی در سال ۱۸۹۱ ساخته شد.